# Сьорбай
Сьорбай (біл. Сёрбай; від сьорбати; також — синонім голоду та спустошення) — персонаж білоруської міфології, хатній дух, який є уособленням голоду та бідності — з його приходом весь хліб у хаті зникає. 

## Опис
Сьорбай це хатній дух, який є уособленням голоду — з його приходом весь хліб у хаті зникає. Найчастіше постає у вигляді неймовірно худого старика досить великого зросту, з довгими руками та ногами й величезною сивою бородою, що дістає до його колін. На голові він носить капюшон, а на тілі тонку мантію, що оголює його тулуб, на якому, через неймовірну худоту яскраво виступають ребра і легені. Він завжди носить із собою свій посох, що символізує голод. Зазвичай Сьорбай селиться в хатах, де діти розкидають хліб та не поважають його. А поселившись в будинку — він приносить голод, злидні та інші проблеми. Найчастіше приходить з цвітінням бобів, щоб викликати додаткові страждання людей — боби цвітуть, розносять свій запах, що викликає додатковий голод — їсти хочеться, а хліба немає. Щоб відігнати злого духа Сьорбая, необхідно було принести на поріг будинку новий (свіжоспечений) хліб — побачивши його він відразу зникне.